# Faucon-de-Barcelonnette
Faucon-de-Barcelonnette är en kommun i departementet Alpes-de-Haute-Provence i regionen Provence-Alpes-Côte d'Azur i sydöstra Frankrike. Kommunen ligger  i kantonen Barcelonnette som ligger i arrondissementet Barcelonnette. År 2022 hade Faucon-de-Barcelonnette 293 invånare.

## Befolkningsutveckling
Antalet invånare i kommunen Faucon-de-Barcelonnette
Referens: INSEE